# Physodactylus
Physodactylus is een geslacht van kevers uit de familie  
kniptorren (Elateridae).
Het geslacht is voor het eerst wetenschappelijk beschreven in 1823 door Fischer von Waldheim.

## Soorten
Het geslacht omvat de volgende soorten:
- Physodactylus besckei Mannerheim, 1848
- Physodactylus brasiliensis Fleutiaux, 1892
- Physodactylus clavipes (Perty, 1830)
- Physodactylus costae Chassain, 2005
- Physodactylus fleutiauxi Chassain, 2005
- Physodactylus foveatostriatus Fleutiaux, 1892
- Physodactylus henningi Fischer von Walheim, 1823
- Physodactylus niger Fleutiaux, 1892
- Physodactylus oberthuri Fleutiaux, 1892